# Li Jiawei
Li Jiawei (n. 9 august 1981, Beijing, Republica Populară Chineză) este o jucătoare de tenis de masă ce a reprezentat Singapore, medaliată olimpică. A participat la 4 ediții ale Jocurilor Olimpice (2000, 2004, 2008, 2012) în care a câștigat o medalie de argint și o medalie de bronz.